# Júnior Negrão
Gleidionor Figueiredo Pinto Júnior hay đơn giản Junior Negrão (sinh ngày 30 tháng 12 năm 1986), là một tiền đạo bóng đá Brasil thi đấu cho Ulsan Hyundai.

## Germinal Beerschot
Sau vài tuần thử việc với đội một, Negrão ký vào bản hợp đồng 1 năm ngày 28 tháng 8 năm 2010. Trong trận đầu tiên trước KAA Gent, anh ghi 2 bàn thắng, một bàn thắng từ cú sút phạt và một bàn thắng từ chấm phạt đền giúp đội bóng có chiến thắng 5–3.